# Złotawek
Złotawek (Chrysochraon) – rodzaj owadów prostoskrzydłych z rodziny szarańczowatych.
Są to owady średnich rozmiarów o, w zwłaszcza u samców metalicznym ciele. Ich głowę cechuje brak dołków ciemieniowych. Przedplecze ma wyraźnie zaznaczone listewki boczne i środkową. U samców oraz długoskrzydłych form samic pokrywy sięgać mogą za odwłok, ale zwykle są one u samic krótkie i ostro zwieńczone, a u samców nieco krótsze od odwłoka. U samca płytka subgenitalna jest dwukrotnie dłuższa niż szeroka. U samicy pokładełko jest szersze niż dłuższe.
Przedstawiciele występują w krainie palearktycznej od zachodniej Europy po Chiny, Daleki Wschód Rosji i Półwysep Koreański. W Polsce rodzaj ten jest reprezentowany tylko przez złotawka nieparka.
Takson ten wprowadzony został w 1853 roku przez H.L. Fischera. W 1910 roku W.F. Kirby wyznaczył jego gatunkiem typowym Gryllus lineatus. Należą tu 3 opisane gatunki:
- Chrysochraon amurensis Mistshenko, 1986
- Chrysochraon beybienkoi Galvagni, 1968
- Chrysochraon dispar (Germar, 1834) – złotawek nieparek